# Raphael Custos

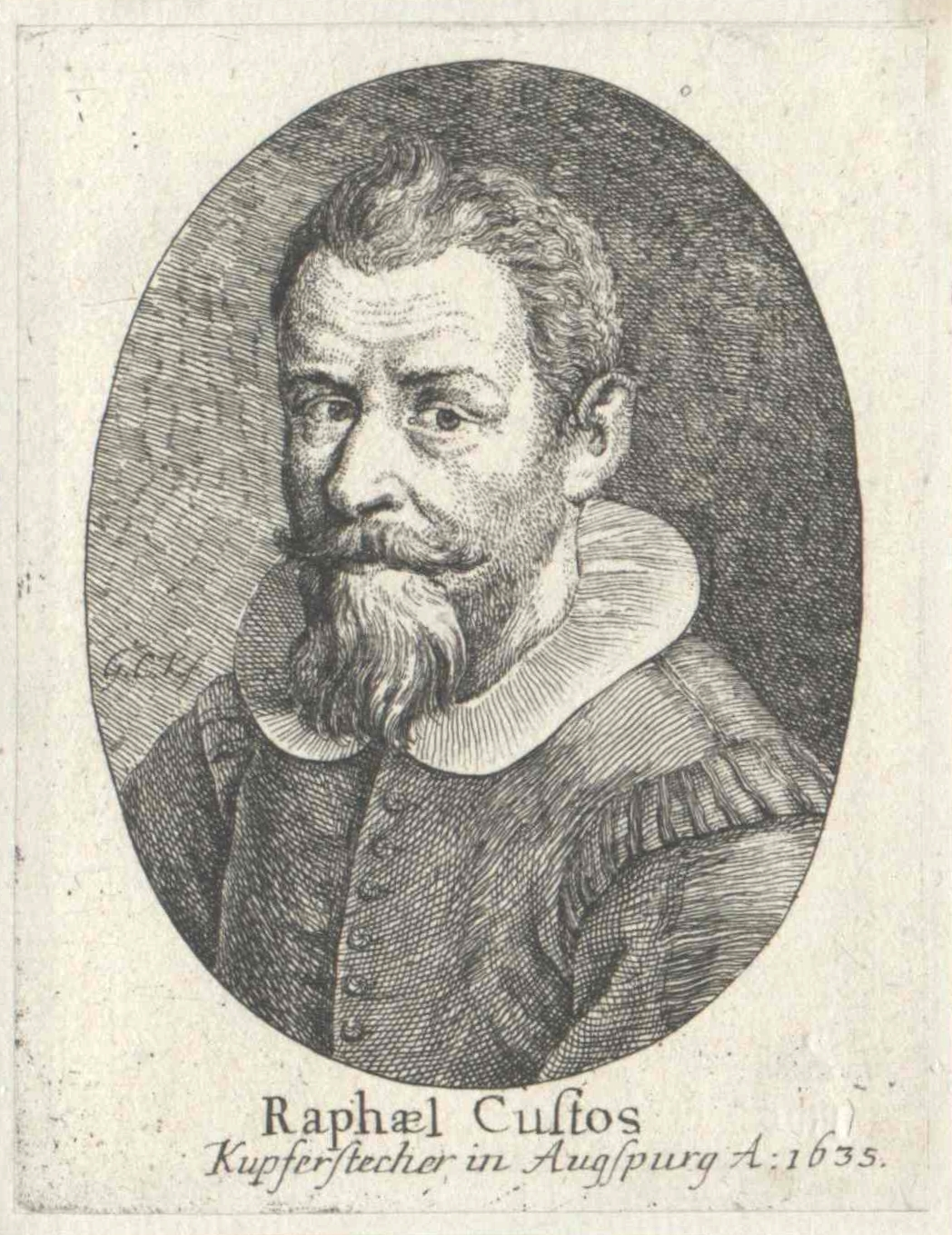
Raphael Custos im Jahre 1635

Raphael Custos, auch Raphael Custodis, (* um 1590 in Augsburg; † 11. Mai 1664 in Augsburg) war ein deutscher Kupferstecher, Radierer und Verleger, der in der Freien Reichsstadt Augsburg gewirkt hat. Er ist zu der Familiendynastie der Kilians zu zählen, denn Lucas und Wolfgang Kilian sind Halbbrüder von ihm gewesen und ihre Werkstätten haben alle eng miteinander kooperiert.

## Familienverhältnisse
Der Vater Dominicus Custos, um 1560 als Sohn des flämischen Malers und Dichters Pieter Baltens in Antwerpen geboren, kam 1584 nach Augsburg, wo er dann weitestgehend bis zu seinem Lebensende im Jahre 1615 als Zeichner, Kupferstecher und Verleger wirkte. Im Jahre 1588 heiratete er Maria Pfeiffelmann, Witwe des Goldschmiedes Bartholomäus Kilian, der der Gründungsvater einer Familiendynastie von Kupferstechern und Verlegern in Augsburg gewesen ist. Maria brachte zwei Söhne, Lukas und Wolfgang, aus der ersten Ehe mit und hatte dann mit Dominicus noch drei Söhne: Raphael, David und Jakob.

## Betätigungsfelder
Ausgebildet wurde Raphael Custos von seinem Vater und sicherlich werden die beiden etwas älteren Halbbrüder auch dabei mitgewirkt haben.

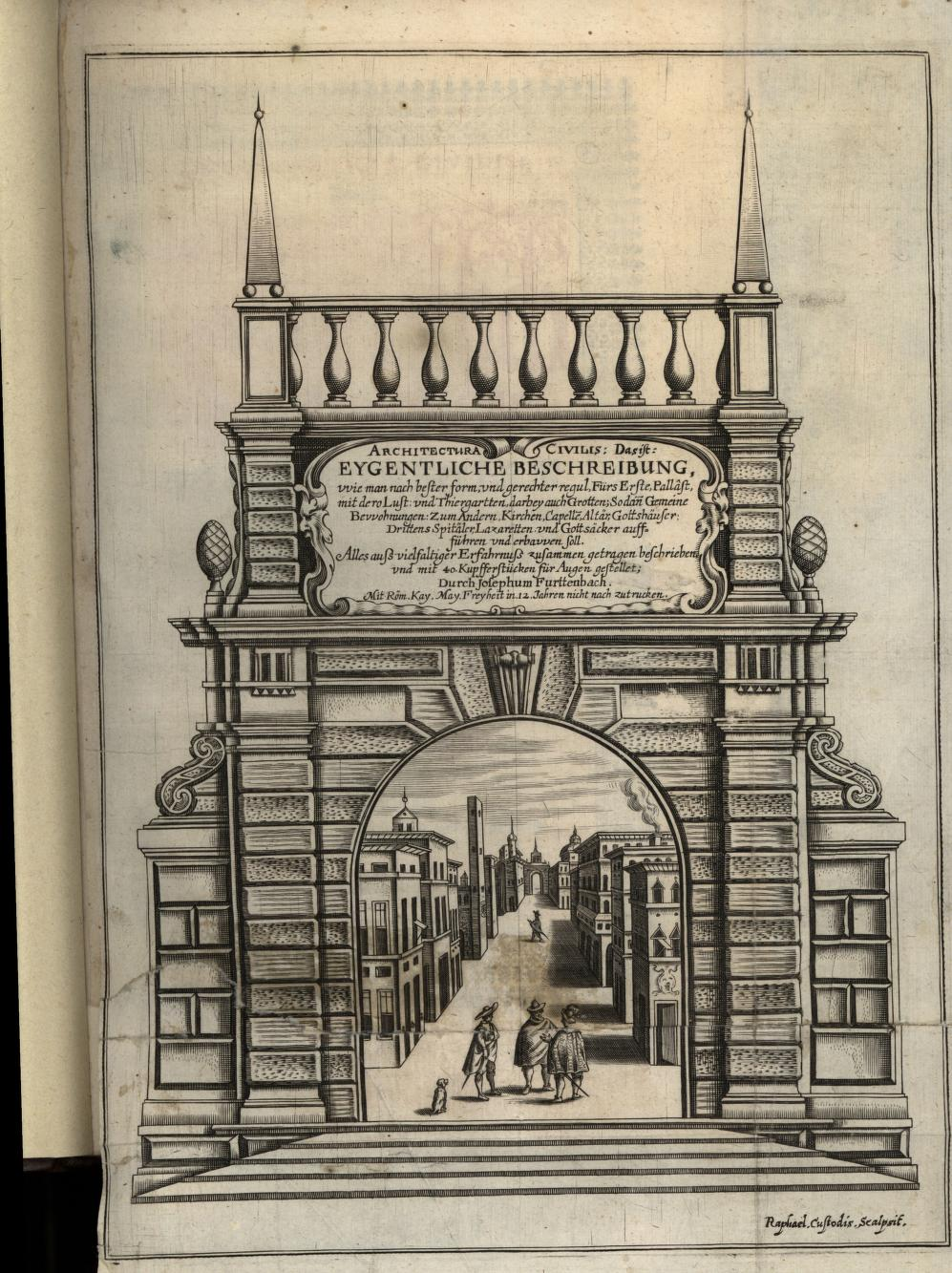
Ein Kupferstich von Raphael Custos: Titelblatt für Furttenbachs ARCHITECTURA CIVILIS, 1628

Seine erste große Arbeit, noch unter der Anleitung von Dominicus, war die Illustrierung des 1606 erschienenen Buches Regum neapolitanorum vitae et effigies (Leben und Porträts neapolitanischer Könige). Im Laufe der Zeit folgte dann noch eine ganze Reihe solcher Buchillustrationen. Darunter waren Bücher, die damals weit verbreitet waren. So zum Beispiel das 1615 erschienene Buch Cabala, Spiegel der Kunst und Natur in Alchymia von Stephan Michelspacher (auß Tiroll) und das 1628 erschienene Werk Architectura civiles (Zivilbaukunst) von Joseph Furttenbach. Dazu hat Raphael Custos auch selbst Bücher verlegt wie zum Beispiel (im Auftrag von Philipp Hainhofer) einen Nachdruck des Werkes Emblemata amoris (Symbole der Liebe) von Otto van Veen, das 1622 erschien.
Von Raphael Custos sind auch Landkarten in Kupfer gestochen worden. So für den Kartographen Johann Christoph Hurter eine Karte des gesamten Illerflussgebietes (Illerae Amnis ac utrinque adiacentis Alemanniae Geographica Descriptio. Des Illerstroms und beyderseits umliegenden Algöws Ausführliche Beschreibung), die 1619 in Augsburg erschien und als älteste kartographische Darstellung des Allgäus gilt. Danach folgte noch ein weiterer Stich für eine Karte von Hurter mit einer Darstellung des gesamten alemannischen Raumes (Alemaniae sive Sueviae superioris Chorographia nova), die 1625 in Memmingen, Hurters Heimatstadt, herauskam.
Dazu wurden von Raphael Custos auch eine ganze Reihe einzelner Kupferstiche geschaffen: illustrierte Flugblätter, Porträts etc., und er wird seinen Halbbrüdern, die auf diesem Gebiet ungemein produktiv waren, sicherlich bei ihren Arbeiten so manchesmal geholfen haben. Eine Vielzahl von Blättern hat er nach Johann Matthias Kager radiert und gestochen und manche davon wohl auch verlegt. In seiner Werkstatt ist er dabei von guten Zeichnern und Stechern unterstützt worden. So hat zum Beispiel der Schweizer Maler und Kupferstecher Conrad Meyer um das Jahr 1642 herum einige Zeit lang bei Raphael Custos gearbeitet und war dabei mit Sicherheit mit Illustrationen zu erbaulichen Werken (insbesondere auch mit erbaulich illustrierten Flugblättern) in Kontakt gekommen, was für seine weitere Entwicklung nicht unerheblich gewesen ist.